# Franz Bauer (Schriftsteller)
Franz Bauer (* 2. Mai 1901 in Nürnberg; † 8. Dezember 1969 ebenda) war ein deutscher Mundartautor und Lehrer.

## Leben und Leistung
Franz Bauer war Volksschullehrer, später Rektor an der Bismarck-Schule in Nürnberg. Er veröffentlichte pädagogische Bücher und verfasste auch Laienspiele. Bekannt wurde er aber mit heimatkundlichen Werken, Jugendbüchern, die von heimatlichen Themen handeln, und vor allem seinen Mundarttexten. Bis heute bei der Nürnberger Bevölkerung geläufig ist sein Gedicht von der „Christbaumspitz“.
1970 wurde Bauer mit der Bürgermedaille der Stadt Nürnberg ausgezeichnet.

## Tod
Franz Bauer starb 1969 im Alter von 68 Jahren. Er wurde seinem Wunsche entsprechend in aller Stille auf dem St. Johannisfriedhof (Grab St. Johannis IIA / 010) in Nürnberg beigesetzt.

## Werke (Auswahl)

### Mundarttexte
- Zammkratzi. Das sind allerlei Verse in der schönen Nürnberger Mundart. Nürnberg 1936
- Gloosperla. Groußi und klanni Gedichter aff närnbergisch. Nürnberg 1941
- Nürnberger Kinderlöidla, Nürnberg 1943
- Die Spilldusn. Lauter neie Gedichtla aff närnbergisch. Nürnberg 1952
- Betthupferla. Neie Gedichtla und alti Lodnhüter aff närnbergisch. Nürnberg 1955
- Die kla Schatulln. Nürnberg 1958
- Lachkabinettla. Gedichtla und Gschichtla in Nürnberger Mundart. Nürnberg 1962

### Heimatkundliche Texte
- Alt-Nürnberg: Sagen, Geschichten und Legenden. München 1933
- In Nürnberger Mundart. Kleine Literaturgeschichte und Blütenlese. München ca. 1941
- Helden, Gespenster und Schalksnarren. Eine bunte Sammlung von Sagen, Legenden, Geschichten und Schwänken aus Franken. München 1954 (3. Aufl.)
- Kleine Nürnberger Heimatkunde für jung und alt. 3 Teile. o. O. ca. 1957

### Romane
- Der Rebell von Nürnberg, 1938 Gundert Verlag, Stuttgart

### Jugendbücher
- Ursula, die Enkelin des Veit Stoss. Eine Erzählung aus dem Mittelalter. Hannover 1941
- Rita's Glücksstern. Jugendbuch mit Illustrationen von Christa W. Gräfin von der Schulenburg. Für Mädchen ab 12 Jahren. Berlin, Augsburg 1950
- Der Eppelein und sein Sohn. Eine Erzählung aus der Zeit der Raubritter. Hannover 1956
- Er trug die Welt in seinen Händen. Leben, Taten und Abenteuer des Seefahrers, Entdeckers und Globusmachers Ritter Martin Behaim aus Nürnberg. Eupen 1961
- Die Sonne der Nacht – Heinrich Goebel, der Erfinder der Glühlampe. München 1964